# Jury

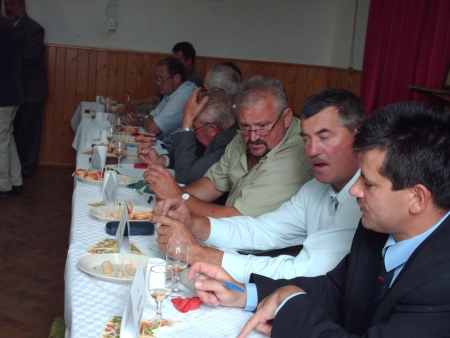
Jurorzy

Jury (wym. [ʒy.ʁi]) – słowo pochodzące z języka francuskiego, oznaczające zespół, grono arbitrów, którzy nie muszą być ekspertami, powołany w związku z przeprowadzeniem konkursu. Członkowie jury to jurorzy (słowo juror w języku polskim wymawia się zgodnie z pisownią). Jury jest w języku polskim rodzaju nijakiego, nieodmienne przez przypadki. Juror odmienia się jak junior.